# Sinn Féin Republicà
Sinn Féin Republicà (irlandès Sinn Féin Phoblachtach) és un partit polític d'Irlanda sorgit com a escissió del Sinn Féin després de l'ardfheis de 1986, quan aquest decidí donar per acabada la política abstencionista i ocupar els escons al Dáil Éireann. Consideren que el Dáil és il·legítim perquè no representa els 32 comtats, i que l'única autoritat que representa tot és el Consell Militar de l'IRA.
El fundaren en una reunió clandestina en un hotel als afores de Dublín Ruairí Ó Brádaigh i Dáithí Ó Conaill juntament amb Des Long, Joe O'Neill, Frank Glynn i altres homes clau de l'IRA Provisional. Entre ells, membres del primer Consell Militar de l'IRA: O Bradaigh (Longford), O Conaill (Cork/Dublín), Leo Martin (Belfast) i Paddy Mulcahy (Limerick). També hi eren presents a la fundació Billy McKee, antic cap de la Brigada de Belfast, i Sean Tracey, que després els deixà. Hi ha via 9 dels 20 primers membres del Sinn Féin Provisional.

## Organització
O Conaill fou escollit portaveu i O Bradaigh president, qui ja ho havia estat del Sinn Féin el 1970-1983; els vicepresidents foren Des Dalton i Cathleen Knowles McGuirk, els tresorers Joe O'Neill i John O'Connor i les secretàries Líta Ní Chathmhaoil i Josephine Hayden. Els militants principalment són irlandesos del sud contraris a Gerry Adams. Forma part del Moviment Republicà i manté relacions amb l'IRA de la Continuïtat, Cumann na mBan, Fianna Éireann, Cabhair, Comitè de Commemoració Nacional i Grup d'Acció de Presoners republicans. Tot i que rebutja ser l'ala política del CIRA, el Departament d'Estat dels EUA l'ha posat a la llista d'organitzacions terroristes el 1994.

## Estratègia
Políticament defensa l'abstencionisme tant a Dublín com a Belfast o Londres. De fet, no es presenta a Westminster ni a Dáil Éireann, però sí a Stormont, tot i que no ha aconseguit obtenir cap representant. Sí que ha presentat candidats a eleccions locals i a les generals d'Irlanda del Nord de 2007. Rebutja la validesa de l'Acord de Divendres Sant perquè el referèndum no oferia a la població la possibilitat de viure en una Irlanda unificada, i creu que la nova assemblea d'Irlanda del Nord estreny els llaços amb el Regne Unit, i que tots aquells nacionalistes que seguin al Stormont són uns traïdors.
Planejà presentar-se a les eleccions locals d'Irlanda del Nord de 1989, però no hi pogué perquè les autoritats britàniques imposaren als candidats un compromís escrit de rebuig a la lluita armada. A les eleccions locals de 1999 va obtenir un regidor, Séan Lynch a Drumlish (comtat de Longford), però el 2004 va perdre el seu càrrec i ara no en tenen cap. A les eleccions d'Irlanda del Nord de 2007 va enviar sis candidats amb 2.522 vots (0,38%) 

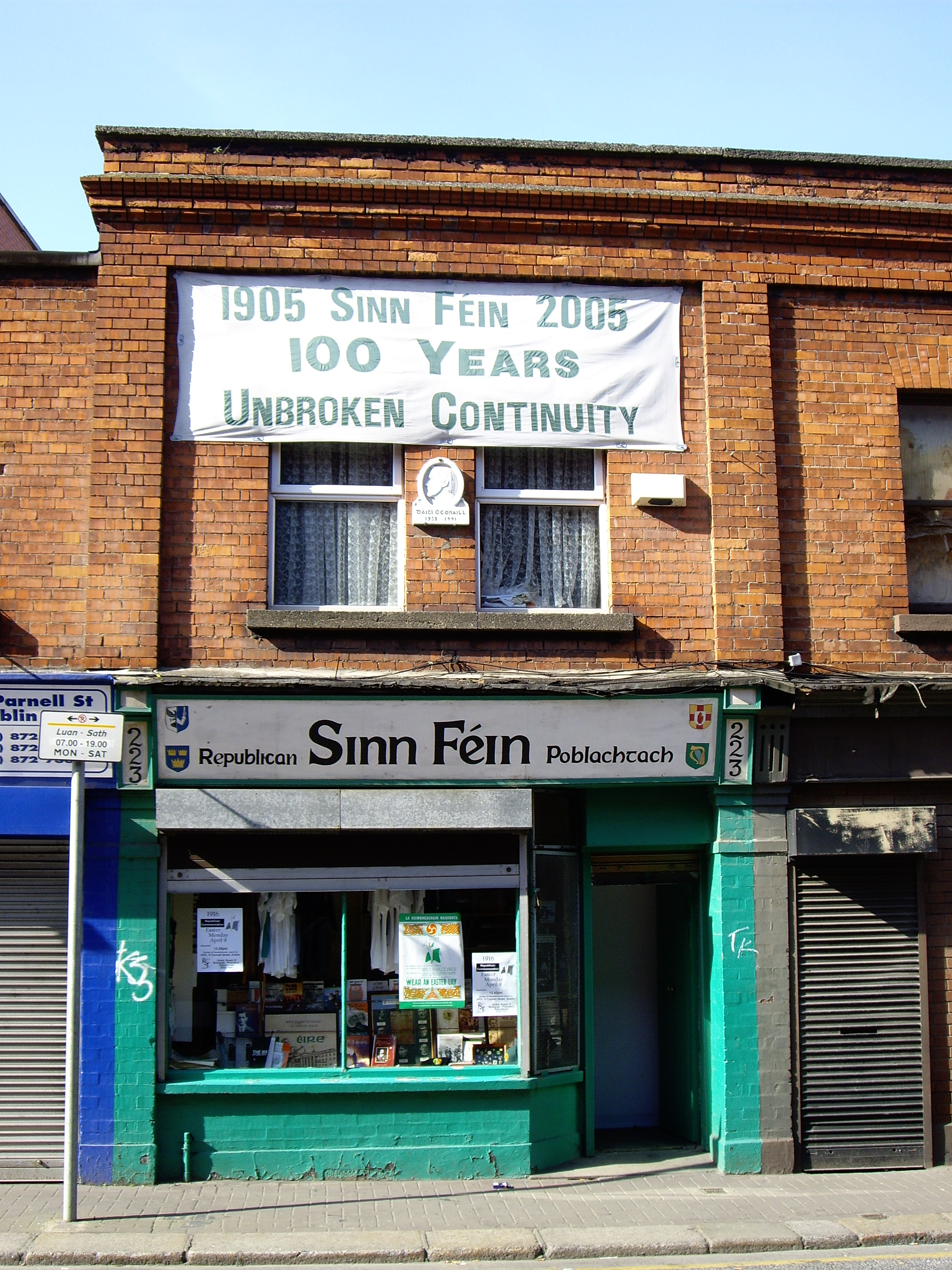
Seu del RSF a Dublín

Ha establit la plataforma Éire Nua (Nova Irlanda) basada en l'establiment de la justícia social basada en la proclamació de la república d'Irlanda de 1916 i l'establiment d'una república Independent dels 32 comtats independent del Regne Unit i com a federació de les 4 províncies irlandeses.